# Cipriano Martínez Rücker
Cipriano Martínez Rücker (Córdoba, 20 de diciembre de 1861-16 de julio de 1924), fue un músico y compositor español.
Como compositor, está considerado como uno de los más importantes del romanticismo español, junto al polifonista Infantas y al malagueño Eduardo Ocón (1833-1901). Como teórico, fundó el Conservatorio Profesional de Música, entonces Conservatorio provincial, del que fue director y catedrático de armonía y composición, además de miembro de las reales academias de Córdoba y Sevilla.
La calle donde se ubica la casa natal de Martínez Rücker (actual Mesón 5 Arcos) fue renombrada en su honor. Además, en los jardines de la Agricultura existe un busto dedicado a su memoria.

## Datos biográficos
De joven, pensionado por la Diputación, realizó sus estudios musicales en Madrid, y luego en Francia, Italia, Alemania y Portugal.
Gracias a su talento musical, Rücker era apreciado por músicos como Tomás Bretón y Enrique Granados. Habría podido establecerse como músico en Madrid y haber gozado quizás de mayor gloria. Sin embargo, prefirió volver a su ciudad natal y dedicar a ella su talento y trabajo. Así, en la Escuela Provincial de Música realizó gran labor pedagógica como director y como profesor de piano, instrumento que, pese a dominar, apenas tocaba en público.
En 1902 fundó el Conservatorio cordobés, centro del que sería catedrático de armonía y composición, así como director. En reconocimiento a toda esta labor y a la categoría de su actividad artística e intelectual recibió numerosos nombramientos y distinciones. Entre otros: miembro de la Real Academia de Bellas Artes de San Fernando, numerario de la Real Academia de Córdoba, en la que ingresa el 28 de octubre de 1904. Recibió así mismo diversos títulos honoríficos en instituciones musicales de España, Italia, Francia y Portugal. Murió el 16 de julio de 1924.

## Cargos y reconocimientos
Además de los ya citados de Director del Conservatorio, Profesor de Armonía del Conservatorio Oficial de Música de Córdoba y miembro de las Academias de San Fernando y de Córdoba, tuvo plaza de honor en el Real Instituto Musical de Florencia (hoy Conservatorio Luigi Cherubini) y diversos títulos de honor y de mérito de Conservatorios y Academias de Lisboa, Ferrara, Pau, Sevilla, Valencia y otras localidades.
Entre sus condecoraciones figuraban cruces y encomiendas de Alfonso XII, Carlos III, Isabel la Católica, y Cristo de Portugal. Poseyó también las palmas de oficial de la Academia de Francia (texto procedente del ABC de Madrid, artículo necrológico publicado en el diario en 1924, recogido en el Boletín de la Real Academia de Córdoba, n.10 (1924)disponible en internet

## Obra
La obra de Martínez Rücker está impregnada de elementos propios de la música andaluza, aunque no por ello deba ser considerada como típicamente nacionalista. Comparte con la de Eduardo Lucena la sencillez y la naturalidad del melodismo, lejos de toda retórica o artificio, y unos procesos armónicos que proceden también de la tradición clásico-romántica, muy alejados de las nuevas tendencias que empiezan a emerger en la música europea.

### Obras para piano
Sin duda son sus composiciones a piano las más destacadas de su obra, las cuales ofrecen una muestra de su arte creador, asentado en la estética del Romanticismo que se desarrolla en España entre los siglos XIX y XX. Algunas de estas composiciones son:
- Bocetos líricos
- Melodías orientales
- Cantos de mi tierra
- Serenata andaluza
- Serenata española
- Seguidilla cordobesa

### Obras para orquesta
Su producción de piezas para orquesta fue muy diversa: sinfonías, valses, poemas, páginas con coro. Destacan las siguientes:
- Adiós a Boabdil
- Serenata andaluza
- Noches de Córdoba, premiada con la medalla de oro en el certamen musical celebrado en Valencia en 1915
- Capricho andaluz

También escribió música religiosa y teatral, como:
- La zarzuela Quítese usted la ropa
- La opereta El peluquero de la condesa

### Ensayos
Trabajos de divulgación musical
- La música de Wagner
- Algo de música
- A través del arte
- La herencia de Wagner

- Datos: Q11913893